# Erno Vuorinen
Erno Matti Juhani Vuorinen, född 24 juni 1978 i Kides, Finland, är gitarrist i det finska banden Nightwish och Brother Firetribe. Erno kallas som vanligast Emppu. Emppu har varit gitarrist i Nightwish sedan det startades 1996, då tillsammans med Tuomas Holopainen och Tarja Turunen. 1997 tillkom också Jukka Nevalainen och då bestämdes det att Emppu skulle byta sin akustiska gitarr mot en elgitarr. Runt år 2002 startar han, tillsammans med sångaren Pekka Ansio Heino, hårdrocksbandet Brother Firetribe.